# Thủy ngân(II) selenide
Thủy ngân(II) selenide là một hợp chất hóa học có thành phần gồm hai nguyên tố là thủy ngân và selen, với công thức hóa học được quy định là HgSe. Nó là một á kim màu xám đen kết tinh với một cấu trúc sphalerit. Thủy ngân(II) selenide cũng có các hợp chất tương đương khác, có công thức hóa học là HgSe2 và HgSe8. HgSe tồn tại trong tự nhiên dưới dạng chất tiemannit.
Cùng với các hợp chất hóa trị II-VI khác, các tinh thể nano keo của HgSe có thể được hình thành.

## Các ứng dụng
Selen được sử dụng trong các bộ lọc của một số nhà máy thép để loại bỏ thủy ngân khỏi khí thải. Sản phẩm rắn được hình thành chính là HgSe.
HgSe có thể được sử dụng như một vùng tiếp xúc thuần trở với các chất bán dẫn II-VI có khoảng cách rộng như kẽm selenide hoặc kẽm oxit.

## Độc tính
HgSe không độc miễn là không ăn nó và do tính chất không tan của nó. Các độc tính của hợp chất hydro selenide dạng khói có thể được phát triển khi tiếp xúc với axit. HgSe là một hợp chất tương đối ổn định có thể ít hơn thủy ngân nguyên chất hoặc nhiều hợp chất cơ kim thủy ngân. Khả năng kết hợp khó khăn của selen với thủy ngân đã được đưa ra như một lý do cho việc nhiễm độc thủy ngân thấp ở cá biển nước sâu mặc dù nơi đây có mức thủy ngân cao.